# Житомирский детинец
Житомирский детинец — укреплённый центр Житомира в древнерусскую эпоху, находившийся на Замковой горе у реки Лесная Каменка. По легенде, Житомир был основан в 884 году. Согласно археологическим данным, городище содержит древнерусские материалы XI—XIII веков. Его исследовали Владимир Антонович, Сергей Гамченко и другие. К детинцу примыкал окольный город. В целом, письменные данные об укреплениях Житомира древнерусской эпохи, как и о самом населённом пункте, весьма скудны. В 1240 году он был разрушен в ходе монгольского нашествия на Русь. Около 1320 года он был взят и разрушен литовским князем Гедимином. На его месте был впоследствии построен Житомирский замок.